# Noradrénaline
La noradrénaline ou norépinéphrine est un composé organique de la famille des catécholamines qui exerce les fonctions physiologiques d'hormone adrénergique et de neurotransmetteur. C'est aussi un médicament intraveineux très employé en réanimation pour le traitement symptomatique des défaillances hémodynamiques (états de choc).
Elle est principalement libérée au niveau du tronc cérébral et par les fibres nerveuses du système nerveux orthosympathique (ou sympathique) et agit comme neurotransmetteur au niveau des organes effecteurs. Elle est également le précurseur métabolique de l'adrénaline (NOR signifiant Nitrogen ohne Radikal en allemand, littéralement azote sans radical ou azote libre). Elle est aussi libérée en faible quantité (20 %), par les médullosurrénales et agit comme hormone. Elle joue alors un rôle dans l'excitation, l'orientation de nouveaux stimuli, l'attention sélective, la vigilance, les émotions, le réveil et le sommeil, le rêve et les cauchemars, l'apprentissage et le renforcement de certains circuits de la mémoire impliquant un stress chronique.
Que ce soit en tant qu'hormone ou neurotransmetteur, la noradrénaline agit sur les mêmes récepteurs, dits récepteurs adrénergiques alpha et bêta, tous couplés aux protéines G trimériques.

## Localisation

### Neuronale
Les neurones noradrénergiques se retrouvent au niveau du système nerveux central et du système nerveux périphérique.

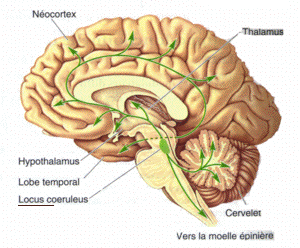
Le locus cœruleus et ses projections.

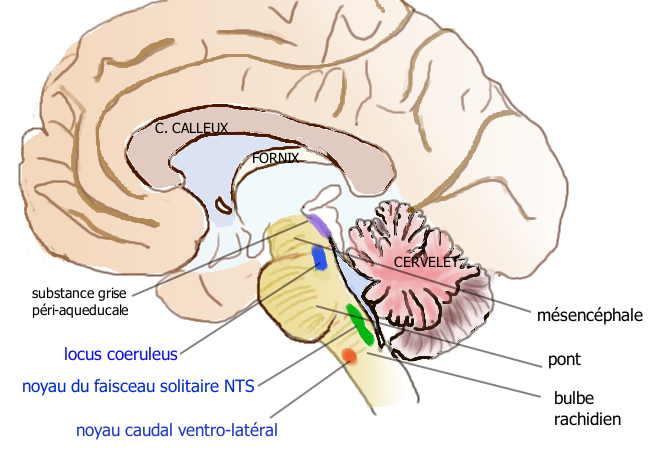
Les neurones noradrénergiques du tronc cérébral.

Au niveau central, les corps cellulaires des neurones noradrénergiques sont situés dans 7 groupes A1-A7, du tronc cérébral (bulbe et pont) :
- le groupe A6 ou locus cœruleus est la structure noradrénergique la plus dense. Situé dans la partie dorsale du pont, à la jonction ponto-mésencéphalique, ce groupe donne naissance à la voie ascendante dorsale qui se projette sur les noyaux du raphé, le thalamus, l'hypothalamus, le néocortex, l'hippocampe et le cervelet. De ce groupe part aussi une voie descendante constituant une partie des neurones vasomoteurs présympathiques qui innervent les neurones préganglionnaires sympathiques.

Les neurones noradrénergiques du locus cœruleus ont une décharge tonique (continue) durant l'éveil, ils diminuent leur activité au cours du sommeil lent et sont silencieux pendant le sommeil paradoxal.
- le groupe A1 du bulbe rachidien, nommé le noyau caudal ventro-latéral (area caudalis superficialis ventrolateralis, CVLM), il comprend des neurones noradrénergiques innervant le groupe noradrénergique A2 et le groupe adrénergique C1 où ils exercent une inhibition continue de l'activité des neurones vasomoteurs présympathiques.
- le groupe A2, situé dans le noyau du faisceau solitaire (NTS), est constitué d'interneurones noradrénergiques. Ce noyau est situé dans la zone dorsomédiale du bulbe, là où se terminent les fibres sensibles du nerf vague (X) et du nerf glosso-pharyngien (IX) et toutes les fibres gustatives primaires.
- les groupes A3, A4 et A7 rassemblent des corps cellulaires dont les axones se projettent sur le noyau moteur du nerf vague, le noyau du faisceau solitaire, la substance grise péri-aqueducale et l'hypothalamus.

Au niveau périphérique, les fibres postganglionnaires sympathiques produisent de la noradrénaline. Le système nerveux sympathique fonctionne sur un modèle à deux neurones : un neurone préganglionnaire (dont le corps cellulaire est localisé dans la moelle épinière) fait synapse[pas clair] sur un neurone post-ganglionnaire (dont le corps cellulaire est localisé dans un ganglion) qui lui-même innerve le tissu cible. Le neurone préganglionnaire est acétylcholinergique, le postganglionnaire est noradrénergique. La libération de noradrénaline par ces neurones est accompagnée de plusieurs co-médiateurs, ATP et neuropeptides.

### Médullosurrénale
La noradrénaline est sécrétée au niveau des glandes surrénales et libérée dans la circulation générale, où elle peut être responsable de la décharge d'adrénaline, en cas de stress ou d'effort intense.

## Métabolisme de la noradrénaline

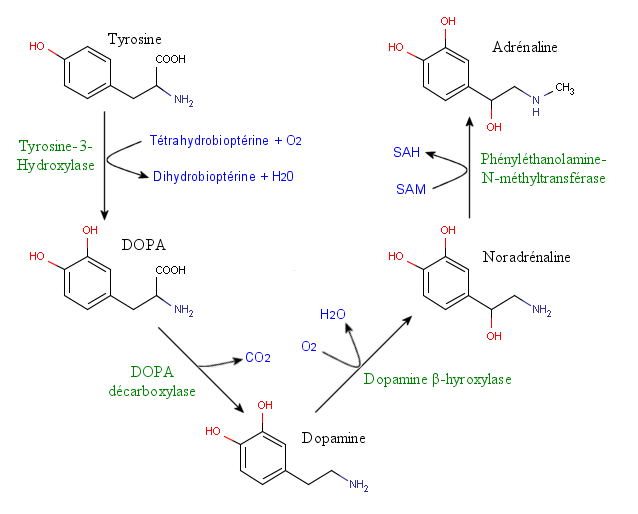
Voie de synthèse de la noradrénaline et des catécholamines.

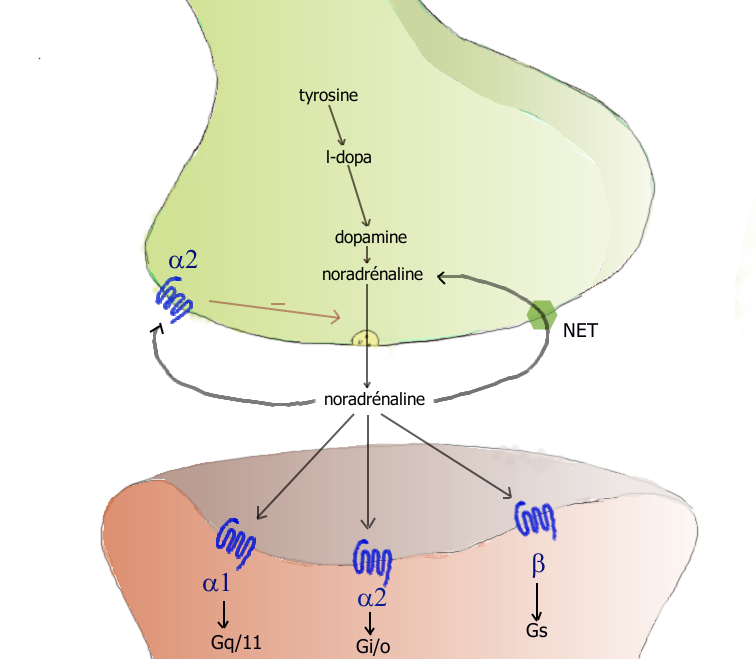
Synapse noradrénergique.

La noradrénaline et l'adrénaline sont liées par leurs voies de synthèse et de dégradation. Elles sont l'une comme l'autre produites par des neurones et libérées dans la fente synaptique pour agir en tant que neurotransmetteur. Mais elles sont aussi synthétisées par les cellules chromaffines des glandes médullosurrénales et sécrétées dans la circulation sanguine pour agir en tant qu'hormone.

### Biosynthèse
La voie de synthèse commence par un acide aminé, la l-tyrosine, qui peut provenir du milieu extracellulaire et avoir pénétré dans le cytoplasme grâce à un transporteur. La tyrosine peut aussi avoir été synthétisée dans la cellule à partir de la phénylalanine.
Cette voie de biosynthèse est commune aux catécholamines, dopamine, noradrénaline et adrénaline.
La première étape, l'hydroxylation de la tyrosine en L-DOPA, est assurée par une enzyme cytoplasmique, la tyrosine hydroxylase (TH). C'est une étape limitante de la biosynthèse car l'enzyme est rapidement saturée. La seconde étape est la décarboxylation de la L-DOPA en dopamine, assurée par la DOPA-décarboxylase. Cette enzyme est non spécifique, à la différence de la TH, puisqu'elle peut catalyser la décarboxylation des autres acides aminés aromatiques. La dopamine est concentrée dans des granules (via un transporteur VMAT, vesicular monoamine transporter) avant d'être hydroxylée en noradrénaline par la dopamine hydroxylase. La presque totalité de la noradrénaline des neurones ou des cellules chromaffines est contenue dans des vésicules. À l'arrivée d'un potentiel d'action et à l'entrée des ions Ca++ en résultant, les vésicules synaptiques libèrent leur contenu en noradrénaline et dopamine hydroxylase dans la fente synaptique. La norédraline peut alors :
- se lier aux récepteurs postsynaptiques alpha1 et bêta et contribuer à la transduction du signal neuronal ;
- être recaptée au niveau présynaptique par un transporteur membranaire sélectif NET (norepinephrine transporter), pour être recyclé dans le neurone noradrénergique ;
- être captée par un récepteur alpha2 par des cellules non neuronales, notamment sur les cellules musculaires lisses vasculaires.

### Dégradation
Après son recaptage présynaptique par un transporteur NET, la noradrénaline est soit scindée par la mono-amine-oxydase MAO mitochondriale soit restockée dans une vésicule. La noradrénaline libérée dans la fente synaptique peut aussi être dégradée par la catéchol-O-méthyl transférase COMT.
Deux enzymes dégradent la noradrénaline : les COMT (Cathécol O-Méthyl Transférase) et les MAO-A (MonoAmine Oxydase-A).
Les premières créent un éther méthylique sur l'hydroxyle en méta de la chaîne carbonée, tandis que les secondes pratiquent une oxydation de la fonction amine en aldéhyde pouvant être transformée en alcool (réductase) ou en acide carboxylique (déshydrogénase). Ces métabolites peuvent être :
- le HVA (HomoVanilic Acid) acide homovanillique ;
- le VMA (VanylMandelic Acid) acide vanillylmandélique ;
- le MHPE (3-Méthoxy-4-HydroxyPhényléthanol) ;
- le MHPG ou MOPEG (3-méthoxy-4-hydroxyphényléthylène glycol).

On pourra doser ces métabolites dans le sang si l'on suspecte une phénylcétonurie ou une tumeur sécrétant des catécholamines.

HVA
VMA
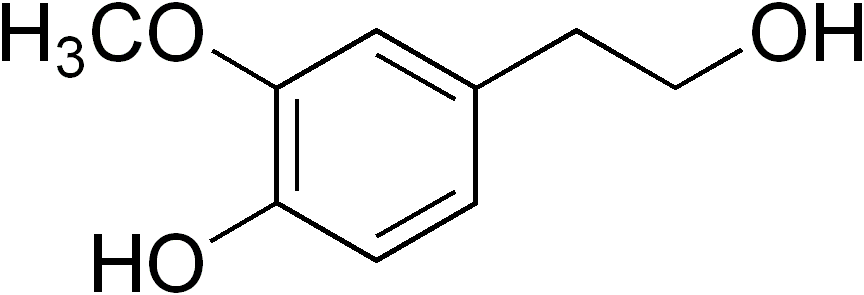
MHPE
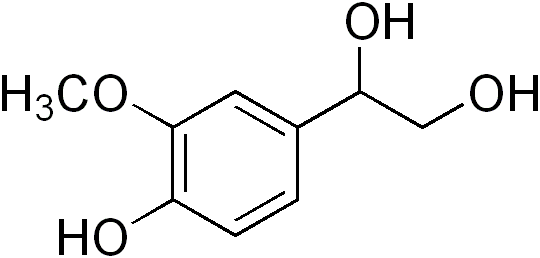
MHPG/MOPEG

## Pharmacologie
Tout comme l'adrénaline, la noradrénaline est un ligand des récepteurs α-adrénergiques et β-adrénergiques. La noradrénaline a une affinité inférieure pour tous les types de récepteurs. À forte dose, la noradrénaline possède un effet β, tandis qu'à faible dose, elle possède un effet α.

## Usage médical
La noradrénaline est un médicament vasopresseur indiqué en première ligne de traitement dans tous les états de choc graves ne répondant pas, ou pas suffisamment, à l'expansion volémique, à l'exception du choc anaphylactique où c'est l'adrénaline qui est recommandée en première intention. Elle bénéficie notamment de recommandations formelles dans les chocs septiques (2021, Surviving Sepsis Campaign) et de recommandations plus nuancées dans les chocs hémorragiques, notamment d'origine traumatique.
Son efficacité thérapeutique s'explique majoritairement par ses effets alpha-1 (α1) (en) et alpha-2 (α2) (en) adrénergiques, qui provoquent la contraction des vaisseaux sanguins, et dans une moindre mesure par un effet bêta-1 (β1) (en) adrénergique qui cible le cœur en provoquant une augmentation modérée du débit cardiaque. Opposée à la dopamine dans un grand essai (n = 1679) randomisé multicentrique publié en 2010, la noradrénaline s'est montrée moins pourvoyeuse d'effets indésirables rythmiques et a été associée à une moindre mortalité à 28 jours dans le sous-groupe des patients en choc cardiogénique, sans que l'étude démontre de différence significative sur la mortalité à 28 jours tous types de choc confondus.
La noradrénaline est commercialisée par différents laboratoires : Aguettant 2 mg·mL-1 ; Merck ; Renaudin.

## Psychologie sociale/différentielle
Dans le modèle de recherche de sensation de Zuckerman, la noradrénaline serait liée à un comportement d'éveil et au neuroticisme sans pour autant favoriser la recherche de sensation.